# N-甲基异丁胺
N-甲基异丁胺是一种有机化合物，化学式为C5H13N。它可由N-异丁基甲酰胺在催化下被氢气还原得到。它和2-氟-5-溴苯甲腈在碳酸钾存在下于DMF仲加热反应，可以得到5-溴-2-(甲基异丁基氨基)苯甲腈。